# 1793年10月20日の海戦
1793年10月20日の海戦（Action of 20 October 1793）は、フランス革命戦争中に、英仏海峡を挟んでフランス側沿岸にある、バルフルール岬の沖合で行われた小規模の戦闘である。この年の2月に英仏の抗争が始まって間もなく、フランスのフリゲートが多数、英仏海峡でイギリスの商船を襲撃したため、シェルブール港を監視し、ここを母港とするフリゲートのレユニオン、セミヤントを阻止する目的でクレセントを指揮するジェームズ・ソーマレズが配置された。10月20日、ソーマレズはバルフルール岬沖でフランス艦の監視中、「レユニオン」とカッターの「エスペランス」が外洋から入港を試みていることを発見した。
ソーマレズはすぐさまフランス艦との交戦に移り、どうにか「レユニオン」を孤立させて、2時間以上砲撃戦を続けた。レユニオンの艦長フランソワ・A・デニアンは反撃を行わせたが、クレセントの艤装に小さな損害を与えた以外はほとんど効果がなく、一方で自艦はリギング・マストと艦体にひどく損傷を受け、80人以上、恐らくは120人ほどの死傷者を出していた。イギリス側の損害は、クレセント艦上の事故による1人の負傷にとどまった。結局デニアンは持ちこたえられず、28門フリゲートのキルケが到着した時点で降伏を余儀なくされた。「レユニオン」は後に修理され、イギリス海軍で就役した。ソーマレズはこの軍功によりナイト爵を叙せられた

## 歴史的背景
1793年早春に、フランスとイギリスの間に戦争が勃発した。フランス革命戦争が始まって1年が経過していた。フランス海軍はすでに革命の混乱と、革命後に士官クラスの職業軍人に苦しんでいた。一方イギリスは、1792年夏から戦闘準備を整えていた。開戦後のフランス海軍は、イギリス商船を襲撃して貿易を混乱させることに重点を置き、複数のフリゲートを配置して、イギリス商船への襲撃作戦を展開した。英仏海峡では、コタンタン半島のシェルブール港を母港とする「レユニオン」と「セミヤント」が最も多くの商船を襲撃していた。2隻は薄暮と共にシェルブール港を出港し、夜の間に出くわした商船を拿捕して、早朝に帰港する短期間の出撃を行っていた。
シェルブール港からのフリゲートによる略奪行為に対抗するため、海軍本部は複数の軍艦を派遣してフランス沿岸の海上封鎖に従事させた。その中の1隻が、ソーマレズが指揮を執る「クレセント」で、ポーツマスからチャネル諸島を経て、コタンタン半島沖の任務に着任した、10月19日、ソーマレズはフランスのフリゲートの作戦行動パターンを把握し、バルフルール岬近くの海岸近くで待ち構えた。バルフルール岬は、コタンタン半島の東端に位置した岩礁の多い岬で、シェルブールからのフリゲートが出港または帰港する際の航路だった。10月20日の夜明け、「クレセント」の見張り役が、英仏海峡から岬の方に2隻の軍艦が近づいていて、そのうちの1隻は大型であると報告した。ソーマレズは、すぐに「クレセント」を、風をとらえて2隻へ進めさせ、すばやく2隻の舷側を攻撃した。風上に位置することで「クレセント」は自由に動くことができた。

## 戦闘

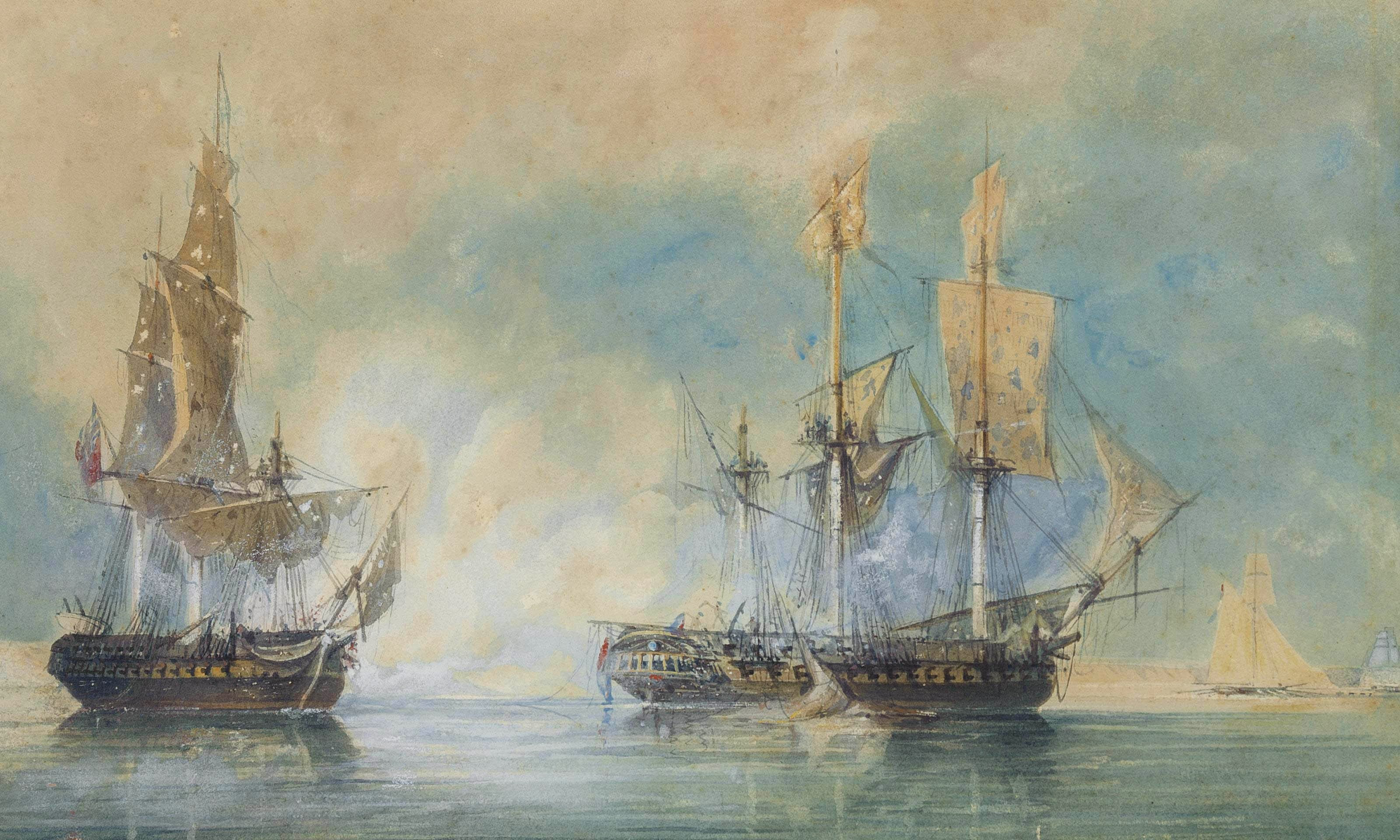
シェルブール沖でレユニオンを拿捕するクレセント（左）
ジョン・クリスティアン・シェトキー作

クレセントに出くわした2隻とは、38門フリゲートの「レユニオン」と、14門カッターの「エスペランス」で、「レユニオン」の艦長デニアン（一部の文献ではデニオー）の指揮のもと、イギリス船襲撃任務から帰港するところだった。「レユニオン」は951ロングトン（966トン）と、大幅に888ロングトン（902トン）の「クレセント」よりも大型だった。また乗員もクレセントの257人に比べ、300人が乗っていた。しかしこれらの優位も、「クレセント」の総砲撃力が若干重さで上回ったため、均衡していた。イギリス海軍の投射重量は315ポンド（143キロ）に対し、フランスの砲弾は141キロで、これはイギリスにとって有利だった。また「クレセント」は、乾ドックでの修理を受けたばかりであったため、「レユニオン」よりも速度が出た。
2隻が砲撃を交わし始めたのは10時30分で、その一方でカッターの「エスペランス」は、戦闘を離脱してシェルブールへ向かった。そして交戦の間中、もう1隻のイギリス艦が目視でき、ジョセフ・シドニー・ヨーク艦長指揮下のイギリスの28門フリゲート、「キルケ」だった。「キルケ」は9海里沖で立ち往生していた。風が凪いでいたため2隻の所へ近づけず、交戦に加われなかったのである。最初の砲撃では、双方ともに艤装と帆に損害を受け、クレセントは前方のトップマストを失い、「レユニオン」はフォアヤード（ロワーマストの帆桁）とミズントップマストを失った。戦況は互いに拮抗していたが、ソーマレズが状況の打開を目指して、突如として「クレセント」を反対方向へ上手回しにし、デニアン指揮下の「レユニオン」が損害のため敏速に旋回できなくなったことを有効に活用し、敵の艦尾側から数度の一斉砲撃を浴びせた。
縦方向に船体を貫く砲撃は「レユニオン」に大きな損害と多数の死傷者を出した。しばらくの間デニアンは抵抗を指揮したものの、ソーマレズがレユニオンの艦首を横切って、進路を塞いだ時には、十分な反撃を行えなかった。「キルケ」がようやく勢いを増した風で急速に接近する中で、2時間10分続いた交戦の結果、デニアンは降伏する以外にないと認識した。カッターの「エスペランサ」は、戦闘の間2隻の眼中になかったため、シェルブールにうまく逃げ込んだ。その一方でシェルブールに停泊していた「セミヤント」の艦長は、戦闘に参加しようと最善を尽くしたが、向かい風と逆方向に流れる潮流のため、出港すらままならなかった。

## 双方の被害とソーマレズの授爵

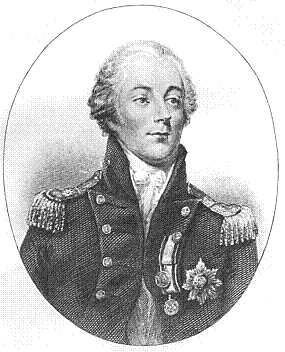
ジェームズ・ソーマレズ

この交戦で2隻共損害を受けたが、ソーマレズの「クレセント」の方は基本的に索具の損傷にとどまった。船体への直撃は少なく、唯一貫通した砲弾は甲板を横断し、「クレセント」の乗員を負傷させることなく、反対側の大砲に接触し、岸から近づいて来ていた、多数の小型小砲艦の方角に暴発させただけだった。「クレセント」の死傷者の数も同様に少なく、1人が負傷したのみだった。その負傷者は、片舷斉射が始まった時、大砲のかなり近くに立っていたため、反動で後退した大砲と接触し、脚を骨折したのだった。フランス艦の方の損害と死傷者は甚大だった。索具はぼろぼろにされ、船体とロワーマストは何度も直撃を受けていた。フランス側の死傷者は、ソーマレズは当初120人以上と見積もったが、フランス側の記録では33人が戦死、48人が負傷と低くなっている。
ソーマレズのこの海戦は、フランス革命戦争中のフリゲートの戦闘では、その4か月前の1793年6月18日の海戦における、エドワード・ペリューのクレオパートル捕獲に次ぐ2番目の成功例となり、大きな称賛を受けた。。この報酬として、ソーマレズはジョージ3世からナイト爵に叙せられ、ロンドン市から記念の皿をもらったが、後にソーマレズは103ポンド6シリング8ペンス（2013年現在で1万500ポンドの価値）の「ナイト爵の栄誉」とある請求書を、クックという人物から受け取った。ソーマレズはこれを断り、クックに、ペリューが功績を挙げた後のナイト爵授爵に、金を支払った者すべてに請求するように伝えた。後にソーマレズは兄弟にこう書き送っている。「私の行ったことが爵位を受けるに値すると思われてのことなのだから、その栄誉に金を払えと言われるのは耐え難い」この授爵を評して、彼は後に、チャネル諸島からノルマンディー沿岸への作戦戦隊の指揮官を命じられた。加えて、一等海尉のジョージ・パーカーがコマンダーに昇進し、他の2人の海尉もまた評価された。「レユニオン」は修理の後イギリス海軍が購入し、12ポンド砲を搭載した36門フリゲート、リユニオン号となった。1792年2月4日のロンドンガゼットで、「レユニオン」拿捕の賞金の支払いが認可された。この総額は5239ポンド（2013年現在で50万9600ポンドに相当）で、「クレセント」と「キルケ」の乗員で分配された。それから50年以上たって、この戦闘が海軍メダルのバックルを授与するに値するとされ、1847年当時に存命であった「クレセント」の乗員を対象に授与された。